# Division nationale (Schach) 1994/95
Die Division nationale (Schach) 1994/95 war die höchste Spielklasse der luxemburgischen Mannschaftsmeisterschaft im Schach.
Meister wurde Cercle d’échecs Dudelange, der den Titelverteidiger Gambit Bonnevoie auf den zweiten Platz verwies. In die Promotion d’honneur mussten Remich und Diekirch absteigen.
Zu den gemeldeten Mannschaftskadern siehe Mannschaftskader der Division nationale (Schach) 1994/95.

## Modus
Das Turnier war unterteilt in eine Vorrunde und eine Endrunde. Die acht teilnehmenden Mannschaften spielten zunächst ein einfaches Rundenturnier. Die ersten vier spielten im Poule Haute um den Titel, die letzten vier im Poule Basse gegen den Abstieg. Über die Platzierung entschied zunächst die Summe der Mannschaftspunkte (1 Punkt für einen Sieg, 0,5 Punkte für ein Unentschieden, 0 Punkte für eine Niederlage), anschließend die Zahl der Brettpunkte (1 Punkt für einen Sieg, 0,5 Punkte für ein Remis, 0 Punkte für eine Niederlage). Für die Endplatzierung wurden sowohl die Punkte aus der Vorrunde als auch die Punkte aus der Endrunde berücksichtigt.

## Spieltermine
Die Wettkämpfe wurden ausgetragen am 16. und 23. Oktober, 6., 13. und 27. November 1994, 8. und 22. Januar, 19. Februar, 12. und 26. März 1995.

## Vorrunde
Die drei Erstplatzierten Gambit Bonnevoie, Cercle d’échecs Dudelange und Le Cavalier Differdange erreichten im direkten Vergleich je einen Sieg und eine Niederlage. Während Bonnevoie und Dudelange die übrigen Wettkämpfe gewannen, unterlag Differdange Belvaux, die sich durch diesen Erfolg für den Poule Haute qualifizierten.

### Abschlusstabelle
| Pl. | Verein                                      | Sp | G | U | V | MP      | Brett-P.  |
| --- | ------------------------------------------- | -- | - | - | - | ------- | --------- |
| 01. | Gambit Bonnevoie (M)                        | 7  | 6 | 0 | 1 | 6:1     | 41,0:15,0 |
| 02. | Cercle d’échecs Dudelange                   | 7  | 6 | 0 | 1 | 6:1     | 37,0:19,0 |
| 03. | Le Cavalier Differdange                     | 7  | 5 | 0 | 2 | 5:2     | 30,0:26,0 |
| 04. | Le Cavalier Belvaux                         | 7  | 4 | 0 | 3 | 4:3     | 31,0:25,0 |
| 05. | Cercle d’échecs Bettembourg                 | 7  | 3 | 1 | 3 | 3,5:3,5 | 31,0:25,0 |
| 06. | Remich                                      | 7  | 2 | 0 | 5 | 2:5     | 14,5:41,5 |
| 07. | Cercle d’échecs Philidor Dommeldange-Beggen | 7  | 1 | 1 | 5 | 1,5:5,5 | 21,5:34,5 |
| 08. | Diekirch                                    | 7  | 0 | 0 | 7 | 0:7     | 18,0:38,0 |

### Entscheidungen
|     | Teilnehmer am Poule Haute: Gambit Bonnevoie, Cercle d’échecs Dudelange, Le Cavalier Differdange, Le Cavalier Belvaux  |
|     | Teilnehmer am Poule Basse: Cercle d’échecs Bettembourg, Remich, Cercle d’échecs Philidor Dommeldange-Beggen, Diekirch |
| (M) | Meister der letzten Saison                                                                                            |

### Kreuztabelle
| Ergebnisse | Ergebnisse                                  | 01. | 02. | 03. | 04. | 05. | 06. | 07. | 08. |
| ---------- | ------------------------------------------- | --- | --- | --- | --- | --- | --- | --- | --- |
| 01.        | Gambit Bonnevoie                            |     | 6   | 3   | 5½  | 5½  | 8   | 8   | 5   |
| 02.        | Cercle d’échecs Dudelange                   | 2   |     | 7   | 5½  | 5½  | 6   | 5½  | 5½  |
| 03.        | Le Cavalier Differdange                     | 5   | 1   |     | 3½  | 4½  | 7   | 4½  | 4½  |
| 04.        | Le Cavalier Belvaux                         | 2½  | 2½  | 4½  |     | 2½  | 6½  | 4½  | 8   |
| 05.        | Cercle d’échecs Bettembourg                 | 2½  | 2½  | 3½  | 5½  |     | 7½  | 4   | 5½  |
| 06.        | Remich                                      | 0   | 2   | 1   | 1½  | ½   |     | 4½  | 5   |
| 07.        | Cercle d’échecs Philidor Dommeldange-Beggen | 0   | 2½  | 3½  | 3½  | 4   | 3½  |     | 4½  |
| 08.        | Diekirch                                    | 3   | 2½  | 3½  | 0   | 2½  | 3   | 3½  |     |

## Endrunde

### Poule Haute
Mit jeweils 6:1 Punkten hatten Bonnevoie und Dudelange die besten Ausgangsvoraussetzungen, wobei der Titelverteidiger Bonnevoie sich vier Brettpunkte Vorsprung erarbeitet hatte. Da jedoch Bonnevoie sowohl gegen Dudelange als auch gegen Belvaux nicht über ein Unentschieden hinauskam, Dudelange hingegen die beiden übrigen Wettkämpfe gewann, wurde Dudelange neuer Meister.

#### Abschlusstabelle
| Pl. | Verein                    | Sp | G | U | V | MP      | Brett-P.  |
| --- | ------------------------- | -- | - | - | - | ------- | --------- |
| 01. | Cercle d’échecs Dudelange | 10 | 8 | 1 | 1 | 8,5:1,5 | 53,0:27,0 |
| 02. | Gambit Bonnevoie (M)      | 10 | 7 | 2 | 1 | 8:2     | 54,5:25,5 |
| 03. | Le Cavalier Differdange   | 10 | 6 | 0 | 4 | 6:4     | 39,5:40,5 |
| 04. | Le Cavalier Belvaux       | 10 | 4 | 1 | 5 | 4,5:5,5 | 40,0:40,0 |

#### Entscheidungen
|     | Luxemburgischer Meister: Cercle d’échecs Dudelange |
| (M) | Meister der letzten Saison                         |

#### Kreuztabelle
| Ergebnisse | Ergebnisse                | 01. | 02. | 03. | 04. |
| ---------- | ------------------------- | --- | --- | --- | --- |
| 01.        | Cercle d’échecs Dudelange |     | 4   | 6   | 6   |
| 02.        | Gambit Bonnevoie          | 4   |     | 5½  | 4   |
| 03.        | Le Cavalier Differdange   | 2   | 2½  |     | 5   |
| 04.        | Le Cavalier Belvaux       | 2   | 4   | 3   |     |

### Poule Basse
Nach der Vorrunde waren der Klassenerhalt von Bettembourg und der Abstieg von Diekirch praktisch nicht zu vermeiden. Dommeldange-Beggen ging zwar mit einem halben Punkt Rückstand auf Remich in die Endrunde, sicherte sich aber durch Siege gegen Remich und Diekirch vorzeitig den Klassenerhalt.

#### Abschlusstabelle
| Pl. | Verein                                      | Sp | G | U | V | MP      | Brett-P.  |
| --- | ------------------------------------------- | -- | - | - | - | ------- | --------- |
| 05. | Cercle d’échecs Bettembourg                 | 10 | 6 | 1 | 3 | 6,5:3,5 | 49,0:31,0 |
| 06. | Cercle d’échecs Philidor Dommeldange-Beggen | 10 | 3 | 1 | 6 | 3,5:6,5 | 34,0:46,0 |
| 07. | Remich                                      | 10 | 2 | 1 | 7 | 2,5:7,5 | 24,0:56,0 |
| 08. | Diekirch                                    | 10 | 0 | 1 | 9 | 0,5:9,5 | 26,0:54,0 |

#### Entscheidungen
|  | Absteiger in die Promotion d'honneur: Remich, Diekirch |

#### Kreuztabelle
| Ergebnisse | Ergebnisse                                  | 05. | 06. | 07. | 08. |
| ---------- | ------------------------------------------- | --- | --- | --- | --- |
| 05.        | Cercle d’échecs Bettembourg                 |     | 4½  | 6   | 7½  |
| 06.        | Cercle d’échecs Philidor Dommeldange-Beggen | 3½  |     | 4½  | 4½  |
| 07.        | Remich                                      | 2   | 3½  |     | 4   |
| 08.        | Diekirch                                    | ½   | 3½  | 4   |     |

## Die Meistermannschaft
| 1.            | Cercle d’échecs Dudelange |
| Schachfiguren | Fred Berend, Roger Hoffmann, Hubert Mossong, Lucien Gaspar, Alain Schartz, Helge Poulsen, Théid Klauner, Jean Schammo, Fernand Rasquin, Pierre Fattebene, Paul Milbers, Jean Guidoreni. |